# El Zapotillo, Oaxaca
El Zapotillo är en ort i Mexiko.   Den ligger i kommunen Ánimas Trujano och delstaten Oaxaca, i den sydöstra delen av landet, 400 km sydost om huvudstaden Mexico City. El Zapotillo ligger 1 520 meter över havet och antalet invånare är 185.
Terrängen runt El Zapotillo är kuperad österut, men västerut är den platt. Runt El Zapotillo är det ganska tätbefolkat, med 90 invånare per kvadratkilometer. Närmaste större samhälle är Oaxaca de Juárez, 9,3 km norr om El Zapotillo. I omgivningarna runt El Zapotillo växer huvudsakligen savannskog.